# باراكسازون
باراكسازون هو مضاد اكتئاب مثبط أكسيداز أحادي الأمين عكوس. لم يسوق أبدا.